# Po-Shen Loh
Po-Shen Loh (nascido em 18 de junho de 1982) é um professor associado de matemática na Universidade Carnegie Mellon e atualmente é o treinador nacional da equipe da Olimpíada Internacional de Matemática dos Estados Unidos. Sob seu treinamento, a equipe venceu a competição em 2015, 2016, 2018, e 2019 - suas primeiras vitórias desde 1994. Ele já havia ganhado uma medalha de prata para os EUA como participante em 1999. Loh dirige um curso popular para treinar estudantes para o Concurso de Matemática William Lowell Putnam, conhecido como Seminário Putnam, e é o fundador do site educacional Expii. Em semestres alternados, ele ensina o curso de graduação da CMU sobre matemática discreta e o seminário de pós-graduação em combinatória extremal. Ele se formou no Instituto de Tecnologia da Califórnia com um GPA de 4,3. Ele foi um Hertz Fellow em Princeton. 